# Luma trilinealis
Luma trilinealis là một loài bướm đêm trong họ Crambidae.